# Municipio Pueblo Nuevo Solistahuacán
Koordinaten: 17° 9′ N, 92° 54′ W
Pueblo Nuevo Solistahuacán ist ein Municipio im mittleren Norden des mexikanischen Bundesstaats Chiapas. Solistahuacán kommt aus dem Nahuatl und bedeutet „Platz der Menschen, die Waffen aus Feuerstein haben“.
Das Municipio hat etwa 31.000 Einwohner und eine Fläche von 248,3 km². Verwaltungssitz und größter Ort des Municipios ist das gleichnamige Pueblo Nuevo Solistahuacán; der zweitgrößte Ort im Municipio ist Rincón Chamula.
Das Municipio Pueblo Nuevo Solistahuacán grenzt an die Municipios Amatán, Huitiupán, Simojovel, San Andrés Duraznal, Jitotol, Rayón, Tapilula und Ixhuatán.